# 塩野谷正幸
塩野谷 正幸（しおのや まさゆき、1953年8月14日 - ）は、日本の俳優。流山児★事務所所属。
新潟県出身。神奈川大学中退。

## 人物
舞台と映画を中心に活動する実力派俳優。
1976年、流山児祥主催の演劇団に参加した。1990年の演劇団解散後は「流山児★事務所」に参加した。同事務所の看板役者のひとりであると同時に、映画や他の企画でも活躍している。

## 出演

### 舞台
- TPT
  - 「背信」（1993年、ベニサン・ピット）
  - 「アダムとイブ〜私の犯罪学〜/火あそび」（2002年3月16日-4月7日、ベニサン・ピット） - カイン／クヌート 役
  - 「時間と部屋」（2003年3月6日-7月13日、ベニサン・ピット）
  - 「道成寺一幕」（2005年8月20日-9月4日、ドイツ文化センター）
  - 「いさかい」（2008年10月10日-22日、ベニサン・ピット）
- 羅生門（1999年6月、新国立劇場）
- 流山児★事務所
  - 「Happy Days」（2000年、本多劇場）
  - 「幕末2001」（2001年、本多劇場）
  - 「殺人狂時代」（2002年、本多劇場）
  - 「続・殺人狂時代」（2004年6月10日-20日、本多劇場）
  - 創立20周年記念公演「夢の肉弾三勇士」（2005年3月15日-29日、Space早稲田）
  - 創立20周年記念公演ファイナル 日本・インドネシアコラボレーション企画Vol.1「戦場のピクニック・コンダクタ」（2005年6月3日-12日、本多劇場）
  - 「由比正雪」（2008年、本多劇場）
  - SPACE早稲田2008 SPECIAL「ドブネズミたちの眠り」（2008年11月29日-12月14日、Space早稲田）
  - 「ハイ・ライフ」（2009年9月17日-23日、シアターイワト）海外公演有り
- 演劇企画集団 THE・ガジラ
  - 「アーバン・クロウ」（2000年10月13日-29日、ザ・スズナリ）
  - 「ヒカルヒト」（2005年12月8日-25日、本多劇場）
  - 「PW Prisoner of War」（2009年、本多劇場）
  - アプレゲール
- 子午線の祀り（2004年12月10日-28日、世田谷パブリックシアター） - 梶原平三景時 役
  - 地方公演（2005年1月16日-30日、熊本県立劇場、北九州芸術劇場、京都・春秋座、大阪厚生年金会館）

### 映画
- 下半身症候群（1984年） - 岡田弘 役
- 血風ロック（1985年）
- Mishima: A Life In Four Chapters（1985年）
- ビリィ★ザ★キッドの新しい夜明け（1986年） - ブルース・スプリング・スティーン 役
- 植村直己物語（1986年） - 大泉 役
- 瀬戸内少年野球団・青春篇（1987年） - 菜木の兄 役
- グリーン・レクイエム（1988年） - 三沢拓 役
- SO WHAT（1988年） - 近藤 役
- 夢をおいかけて（1991年） - 吉田晃二 役
- 赤と黒の熱情（1992年） - 中井 役
- おこげ（1992年） - 栗原元治 役
- 病院で死ぬということ（1993年） - 野口敏夫 役
- エンジェル・ダスト（1994年） - 番場二三男 役
- 武闘の帝王 完結編（1995年） - 国松連合会若頭・河本組組長 河本真 役
- 勝手にしやがれ!!成金計画（1996年） - 岡山 役
- 鉄塔 武蔵野線（1997年6月28日）-　変電所の作業員 役
- 生きたい（1999年） - クマ 役
- カリスマ（1999年） - 上司 役
- 三文役者（2000年） - ジャズ喫茶の吉田 役
- 回路（2001年） - 幽霊 役
- SFホイップクリーム（2002年） - マック小笠原 役
- ふくろう（2004年2月7日） - 警視 役
- アリア（2007年）
- 夜が終わる場所（2012年9月2日） - 小嶋為五郎 役
- 私の見た世界（2025年）[1]

### テレビドラマ
- 松本清張サスペンス・隠花の飾り「お手玉」（1986年6月16日、KTV系 / 松竹）
- 大都会25時（1987年、テレビ朝日系 / 東映）清水刑事 役
- 火曜サスペンス劇場「星座伝説殺人事件」（1989年11月21日、NTV系 / メリエス）
- NHK大河ドラマ
  - 翔ぶが如く （1990年） 川路利良 役
  - 炎立つ （1993年） 藤原景季 役
  - 毛利元就 （1997年） 粟屋元親 役
  - 風林火山 （2007年） 前島昌勝 役
  - 軍師官兵衛 （2014年） 本多忠勝 役
  - 西郷どん（2018年）岩山直温 役
- 腕におぼえあり 第1シリーズ 第4話「夜鷹斬り」（1992年、NHK） - 鳴海市之進 役
- 土曜ワイド劇場「混浴露天風呂連続殺人11・豪華別荘のアリバイ崩し」（1992年7月18日、朝日放送制作・テレビ朝日系）矢島慎治 役
- 土曜ワイド劇場「車椅子の弁護士・水島威4・ふたりの夫を殺した女!」（1997年12月20日、テレビ朝日系）西山一夫 役
- 火曜サスペンス劇場「警部補 佃次郎 5 あかね雲」（1998年4月21日、NTV系、テレパック）羽山肇 役
- 家族曲線（1998年、TBS系ドラマ30、制作：中部日本放送 / 総合ビジョン）向喜久雄医師 役
- 氷の家族（2000年、東京MXテレビ）
- 貞操問答（2005年、TBS系愛の劇場）
- NHKスペシャル・ドラマ感染爆発〜パンデミック・フルー  (2008年1月12日・NHK)
- 土曜ドラマ「トップセールス」（2008年、NHK）
- 松本清張ドラマスペシャル「顔」（2009年12月29日、NHK） - 石井昌吾（映画監督） 役
- 相棒 Season8 第14話（2010年2月3日、テレビ朝日）中原 役
- BS時代劇「テンペスト」（2011年、NHK BSプレミアム）平等之側 役
- 永遠の泉（2012年） - 中村刑事 役
- 負けて、勝つ 〜戦後を創った男・吉田茂〜（2012年、NHK）広川弘禅 役
- 土曜ワイド劇場「アナザーフェイス〜刑事総務課・大友鉄〜2・謎の美人弁護士・放火殺人の闇にあの男が挑む」（2013年4月20日、朝日放送制作・テレビ朝日系）山中 役
- 警視庁捜査一課9係 season10 第6話（2015年6月3日、テレビ朝日）宮崎京介 役
- 執事 西園寺の名推理（2018年） - 櫻井修一 役
- 鳴門秘帖 (2018年のテレビドラマ)（2018年） - 法月一学 役
- ミス・ジコチョー〜天才・天ノ教授の調査ファイル〜（2019年） - 堂ケ崎明彦 役

### ラジオドラマ
- FMシアター（NHK-FM）
  - 『聖地じゃない』（2025年6月7日）[2] - クミの父 役

### オリジナルビデオ
- 難波金融伝 ミナミの帝王24 海に浮く札束（2003年）